# Tina Bogataj
Tina Bogataj, slovenska alpska smučarka, * 27. januar 1977, Škofja Loka. 
Bogataj je nastopila na svetovnem mladinskem prvenstvu leta 1996, kjer je dosegla sedmo mesto v veleslalomu, deveto v superveleslalomu, dvanajsto v smuku in trinajsto v slalomu. V svetovnem pokalu je tekmovala med letoma 1998 in 2000. Debitirala je 27. novembra 1998 na smuku v Lake Louisu s 43. mestom, kar je tudi njena najboljša uvrstitev v svetovnem pokalu. Skupno je nastopila štirikrat, po dvakrat v smuku in superveleslalomu. V sezoni 1995/96 je postala slovenska državna prvakinja v superveleslalomu in smuku.